# Eufemisme
En eufemisme er et ord, der bruges som omskrivning for et andet, der er uønsket eller tabu-belagt. Årsagen kan være, at det oprindelige ord opfattes som ubehageligt eller vulgært, eller at det opfattes som negativt eller nedsættende (et pejorativ).
Eksempler på eufemismer er: sove ind og "afgå ved døden" i stedet for at dø, adamskostume/evakostume i stedet for nøgenhed, lønmodtager i stedet for arbejder, og samspilsramt i stedet for adfærdsvanskelig eller miljøskadet, ældre i stedet for gammel, familietragedie i stedet for drab på familiemedlemmer.
Canadieren Steven Pinker har udviklet en teori, som han kalder eufemisme-trædemøllen. Ifølge den vil de negative associationer, der er forbundet med et ord, altid efter en vis periode blive overført til eufemismen. Det fører til dannelsen af en ny eufemisme. Nye ord bidrager ikke til at løse problemer. Det kan højst tilsløre dem og måske endda forsinke en virkelig løsning.
I nogle tilfælde ses den modsatte tendens. Det vil sige, at brugen af eufemismer bevidst afvises, og tingen kaldes ved "rette navn", ud fra en betragtning om, at "det ikke er noget at skamme sig over". Et eksempel på det har vi i 1970'erne, hvor kvindebevægelsen insisterede på brugen af ordet kvinde frem for dame og pige. Mange homoseksuelle insisterer på at bruge ordet bøsse, der tidligere var negativt og tabubelagt; det blev nu neutralt. Inden for nyere bevægelser såsom veganisme ser man ofte, at veganere forsøger at nedbryde eufemismer inden for dyreproduktion. Læder kaldes for dyrehud, hønseæg kaldes for sekræter, og bøffer og koteletter kaldes for døde grise og køer.

## Eufemismer og krig
Eufemismer er ofte anvendte i omtale af krig. Selve begrebet krig betegnes til tider som "aktivistisk udenrigspolitik", "militære operationer", "internationale missioner, "kampagner" etc., ligesom bombardementer omtales som "levering af bomber", hvis resultater ikke er dræbte mennesker, men "tab", eventuelt "civile tab". 
Systematiseret udryddelse af mennesker af jødisk oprindelige blev af nazisterne omtalt som "Den endelige løsning på det jødiske problem", og Fordrivelsen af tyskere efter 2. verdenskrig blev blandt andet betegnet som en "befolkningsoverførsel" osv. 